# 马河镇 (陇西县)
马河镇，是中华人民共和国甘肃省定西市陇西县下辖的一个乡镇级行政单位。

## 行政区划
马河镇下辖以下地区：
马河村、马李河村、杨营村、贺家川村、团结村、卜家渠村、川口村和清泉村。